# Rheinniederung von Philippsburg bis Mannheim
Das FFH-Gebiet Rheinniederung von Philippsburg bis Mannheim ist ein im Jahr 2005 durch das Regierungspräsidium Karlsruhe nach der Richtlinie 92/43/EWG (Fauna-Flora-Habitat-Richtlinie) angemeldetes Schutzgebiet (Schutzgebietskennung DE-6716-341) im deutschen Bundesland Baden-Württemberg. Mit Verordnung des Regierungspräsidiums Karlsruhe zur Festlegung der Gebiete von gemeinschaftlicher Bedeutung vom 12. Oktober 2018 wurde das Schutzgebiet festgelegt.

## Lage
Das rund 3.637 Hektar große FFH-Gebiet gehört zum Naturraum 222-Nördliche Oberrheinniederung innerhalb der naturräumlichen Haupteinheit 22-Nördliches Oberrheintiefland. Es liegt zwischen dem Philippsburger Stadtteil Rheinsheim und der
Landesgrenze zu Hessen entlang des Neckars und erstreckt sich über die Markungen von neun Städten und Gemeinden.
- Stadtkreis Mannheim: 509,2344 ha = 14 %

Landkreis Karlsruhe:
- Oberhausen-Rheinhausen: 545,6083 ha = 15 %
- Philippsburg: 472,8605 ha = 13 %

Rhein-Neckar-Kreis:
- Altlußheim: 290,9911 ha = 8 %
- Brühl: 363,7389 ha = 10 %
- Hockenheim: 472,8605 ha = 13 %
- Ketsch: 618,3561 ha = 17 %
- Schwetzingen: 290,9911 ha = 8 %
- Edingen-Neckarhausen: 36,3738 ha = 1 %

## Beschreibung und Schutzzweck
Es handelt sich um eine Rheinauenlandschaft in der Mäanderzone der Oberrheinniederung mit ausgeprägtem Hochgestade und rezenter Hochwasserdynamik. Standorttypische Hart- und Weichholzauewälder und Offenlandbiotope, Schluten und Altrheinsysteme, auentypische Grünlandkomplexe, Kies- und Sandbänke am Rheinufer.

### Lebensraumklassen
(allgemeine Merkmale des Gebiets) (prozentualer Anteil der Gesamtfläche)
Angaben gemäß Standard-Datenbogen aus dem Amtsblatt der Europäischen Union
|                                                                                   |                                                                                   |  |      |      |
| N06 – Binnengewässer (stehend und fließend)                                       | N06 – Binnengewässer (stehend und fließend)                                       |  | 20 % | 20 % |
| N10 – Feuchtes und mesophiles Grünland                                            | N10 – Feuchtes und mesophiles Grünland                                            |  | 23 % | 23 % |
| N14 – Melioriertes Grünland                                                       | N14 – Melioriertes Grünland                                                       |  | 1 %  | 1 %  |
| N15 – Anderes Ackerland                                                           | N15 – Anderes Ackerland                                                           |  | 5 %  | 5 %  |
| N16 – Laubwald                                                                    | N16 – Laubwald                                                                    |  | 39 % | 39 % |
| N21 – Nicht-Waldgebiete mit hölzernen Pflanzen (Obst- und Ölbaumhaine, Weinberge) | N21 – Nicht-Waldgebiete mit hölzernen Pflanzen (Obst- und Ölbaumhaine, Weinberge) |  | 8 %  | 8 %  |
| N23 – Sonstiges (einschl. Städte, Dörfer, Straßen)                                | N23 – Sonstiges (einschl. Städte, Dörfer, Straßen)                                |  | 4 %  | 4 %  |
|                                                                                   |                                                                                   |  |      |      |

### Lebensraumtypen
Gemäß Anlage 1 der Verordnung des Regierungspräsidiums Karlsruhe zur Festlegung der Gebiete von gemeinschaftlicher Bedeutung (FFH-Verordnung) vom 12. Oktober 2018 kommen folgende Lebensraumtypen nach Anhang I der FFH-Richtlinie im Gebiet vor:
| EU Code | Lebensraumtyp (offizielle Bezeichnung)                                                                                            | Kurzbezeichnung                                              | Hektar |
| ------- | --- | ------------------------------------------------------------ | ------ |
| 3140    | Oligo-bis mesotrophe kalkhaltige Gewässer mit benthischer Vegetation aus Armleuchteralgen                                         | Kalkreiche, nährstoffarme Stillgewässer mit Armleuchteralgen | 181,49 |
| 3150    | Natürliche eutrophe Seen mit einer Vegetation des Magnopotamions oder Hydrocharitions                                             | Natürliche nährstoffreiche Seen                              | 353,50 |
| 3260    | Flüsse der planaren bis montanen Stufe mit Vegetation des Ranunculion fluitantis und des Callitricho-Batrachion                   | Fließgewässer mit flutender Wasservegetation                 | 35,90  |
| 3270    | Flüsse mit Schlammbänken mit Vegetation des Chenopodion rubri p.p. und des Bidention p.p.                                         | Schlammige Flussufer mit Pioniervegetation                   | 2,50   |
| 6210    | Naturnahe Kalk-Trockenrasen und deren Verbuschungsstadien (Festuco-Brometalia)                                                    | Kalk-Magerrasen                                              | 1,50   |
| 6410    | Pfeifengraswiesen auf kalkreichem Boden, torfigen und tonig-schluffigen Böden (Molinion caeruleae)                                | Pfeifengraswiesen                                            | 9,80   |
| 6430    | Feuchte Hochstaudenfluren der planaren und montanen bis alpinen Stufe                                                             | Feuchte Hochstaudenfluren                                    | 1,00   |
| 6440    | Brenndolden-Auenwiesen (Cnidion dubii)                                                                                            | Brenndoldenwiesen                                            | 0,50   |
| 6510    | Magere Flachland-Mähwiesen (Alopecurus pratensis, Sanguisorba officinalis)                                                        | Magere Flachland-Mähwiesen                                   | 103,50 |
| 9160    | Subatlantischer oder mitteleuropäischer Stieleichenwald oder Hainbuchenwald (Carpinion betuli)                                    | Sternmieren-Eichen-Hainbuchenwald                            | 4,30   |
| 91E0    | Auenwälder mit Alnus glutinosa und Fraxinus excelsior (Alno-Padion, Alnion incanae, Salicion albae)                               | Auenwälder mit Erle, Esche, Weide                            | 109,30 |
| 91F0    | Hartholzauenwälder mit Quercus robur, Ulmus laevis, Ulmus minor, Fraxinus excelsior oder Fraxinus angustifolia (Ulmenion minoris) | Hartholzauenwälder                                           | 233,50 |

### Zusammenhängende Schutzgebiete
Das FFH-Gebiet besteht aus zahlreichen Teilgebieten. Es ist teilweise deckungsgleich mit mehreren Landschaftsschutzgebieten und zwei Vogelschutzgebieten. Die Naturschutzgebiete:
- 2012 – Reißinsel
- 2013 – Ketscher Rheininsel
- 2064 – Wagbachniederung
- 2077 – Schwetzinger Wiesen-Riedwiesen
- 2078 – Backofen-Riedwiesen
- 2110 – Kopflache am Friesenheimer Altrhein
- 2128 – Hockenheimer Rheinbogen
- 2173 – Ballauf-Wilhelmswörth

liegen ganz oder teilweise innerhalb des FFH-Gebiets.